# Uganda International Challenge 2023
Die Uganda International Challenge 2023 fand vom 22. bis zum 26. Februar 2023 in Kampala statt. Es war die erste Austragung dieser internationalen Meisterschaft von Uganda im Badminton.

## Sieger und Platzierte
| Disziplin    | Gold                                       | Silber                                  | Bronze                             |
| ------------ | ------------------------------------------ | --------------------------------------- | ---------------------------------- |
| Herreneinzel | Justin Hoh                                 | Kanishq Mishra                          | Viren Nettasinghe                  |
| Herreneinzel | Justin Hoh                                 | Kanishq Mishra                          | Ong Zhen Yi                        |
| Dameneinzel  | Karupathevan Letshanaa                     | Neslihan Yiğit                          | Vivien Sándorházi                  |
| Dameneinzel  | Karupathevan Letshanaa                     | Neslihan Yiğit                          | Tan Zhing Yi                       |
| Herrendoppel | Pongsakorn Thongkham Wongsathorn Thongkham | Ade Resky Dwicahyo Azmy Qowimuramadhoni | Philip Birker Philipp Drexler      |
| Herrendoppel | Pongsakorn Thongkham Wongsathorn Thongkham | Ade Resky Dwicahyo Azmy Qowimuramadhoni | Julien Maio William Villeger       |
| Damendoppel  | Trisha Hegde Khushi Thakkar                | Martina Corsini Judith Mair             | Apoorva Gahlawat Sakshi Gahlawat   |
| Damendoppel  | Trisha Hegde Khushi Thakkar                | Martina Corsini Judith Mair             | Aline Müller Caroline Racloz       |
| Mixed        | Andy Kwek Crystal Wong Jia Ying            | Philipp Drexler Serena Au Yeong         | Miha Ivančič Petra Polanc          |
| Mixed        | Andy Kwek Crystal Wong Jia Ying            | Philipp Drexler Serena Au Yeong         | Iliyan Stoynov Hristomira Popovska |